# Статкевич, Нина Андреевна
Нина Андреевна Статкевич (род. 16 февраля 1944 года, Москва, СССР) — заслуженный мастер спорта СССР (1971) по конькобежному спорту, абсолютная чемпионка мира и бронзовый призёр чемпионата мира, 2-кратная чемпионка Европы и 3-кратная призёр чемпионатов Европы, 9-кратная чемпионка СССР (1970—1974) на отдельных дистанциях (1500 и 3000). Абсолютная чемпионка СССР в классическом многоборье (1970, 1971, 1972, 1974) и в спринтерском многоборье (1970).

## Биография
Нина Статкевич родилась в Москве, через 3 дня после снятия блокады Ленинграда. Отца ещё в 1940-м отправили от предприятия в Нижний Тагил, а оттуда в Москву. В 1946-м семья вернулась в Ленинград. Нина была рахитиком, но несмотря на это любила спорт с малых лет и с детства привыкла к физическому труду. Её старший брат Виктор ходил на волейбол, гимнастику и везде её с собой таскал. Нина всегда любила коньки. Сначала на валенках каталась, потом вместе с валенком вставляла ноги в ботинки коньков.
Финансовое положение в семье было тяжелое, и Нина пошла в 9-м классе работать на завод “Светлана”, на котором трудилась мама. Одновременно посещала вечернюю школу. Однажды от школы попросили записаться в любую секцию и она записалась в секцию конькобежного спорта в возрасте 17 лет, в октябре 1961 года, где стала тренироваться у Виктора Михайловича Соловьёва. Именно он довёл спортсменку до уровня сборной страны. 
Когда были первые соревнования, она выполнила третий взрослый разряд в 1962 году. Через месяц — 2-й взрослый, в 1963-м стала чемпионкой города — первый выполнила, а в 1964-м — уже мастера спорта. Позже Нина стала тренироваться у тренера команды ДСО “Труд” Лидии Матвеевны Селиховой. В 1969 году выполнила норматив мастера спорта международного класса и заняла 5-е место на чемпионате СССР. 
В 1970 году она выиграла чемпионат СССР в классическом и спринтерском многоборье. Там же на высокогорном катке Медео 17 и 18 января 1970 года, один за другим ей были установлены два  мировых рекорда: 1500 метров за 2 минуты 17,8 секунды и 184,085 очка в мини-комбинации. В январе 1970-го выиграла первый чемпионат Европы среди женщин в голландском Херенвене, завоевала серебро в чемпионате мира в спринтерском многоборье. В апреле на зимней Универсиаде в Рованиеми выиграла золото в абсолютном зачёте. 
Статкевич успела выступить и на чемпионате мира в классическом многоборье, заняв там 17-е место. В 1971 году выиграла в многоборье на втором чемпионате Европы в Ленинграде. Следом выиграла золото на чемпионате мира в классическом многоборье в Хельсинки. На чемпионате мира в спринтерском многоборье стала 7-й. В марте стала чемпионкой России в многоборье. В 1971 году Нина Статкевич вошла в число десяти лучших спортсменов СССР по итогам анкеты Федерации спортивных журналистов СССР.
С 1972 года по 1974 год участвовала на европейских чемпионатах и завоевала серебро на чемпионате Европы в Инцелле, бронзу на чемпионате Европы в Бронто и серебро на чемпионате Европы в Алма-Ате. В 1972 году на XI зимних Олимпийских играх в Саппоро 5-е места на дистанциях 1000 м и 3000 м и 6-е на 1500 м. На чемпионате мира в классическом многоборье 1972 года и  1973 года поднималась на 4-е место. 
В 1973 году на чемпионате СССР Статкевич стала чемпионкой в забеге на 3000 м и 2-й в многоборье, а через год выиграла классическое многоборье в четвёртый раз и на чемпионате мира в классическом многоборье в Херенвене завоевала бронзовую медаль в сумме многоборья. Сезон 1974/75 Нина пропустила из-за беременности и в 1975 родила дочь. На XII зимних Олимпийских играх в Инсбруке финишировала 13-й в забеге на 3000 м и 15-й на 1500 м. В том же году завершила спортивную карьеру.

## Личная жизнь
Нина Статкевич с детства часто жила на Украине в Винницкой области у бабушки и дедушки и хорошо говорила по-украински. Окончила Государственный институт физической культуры имени П. Ф. Лесгафта, в котором училась с 1968 года. Она проработала на заводе ровно 8 лет – вплоть до 1969 года, когда была переведена в сборную. Замуж вышла летом 1973 года за конькобежца, заслуженного тренера СССР, кандидата педагогических наук Владимира Кащея (1948—2023) Тренером Нина была четыре года. У них есть две дочери, обе бывшие конькобежки. Нина, в свою очередь замужем и у неё есть сын Глеб, 2006 года рождения. Вторая, старшая дочь Виктория (1975) имеет также дочку Кристину, которая окончила факультет восточных языков университета имени А.И. Герцена.